# Multidark
MULTIDARK es un proyecto español financiado por el programa Consolider-Ingenio 2010 del Ministerio de Ciencia e Innovación (referencia CSD2009-00064). Su objetivo es aunar los esfuerzos de físicos experimentales y teóricos, astrofísicos y cosmólogos con el propósito de identificar y detectar la materia oscura. Comenzó su actividad en enero de 2010 y tiene una duración de cinco años.
Mediante sencillos argumentos gravitacionales, se puede deducir que la mayor parte de la materia del universo, un 85% , es no luminosa y de origen desconocido. Es decir, que, sorprendentemente, nosotros no estamos hechos del mismo tipo de materia que el resto del Universo. Se han propuesto numerosas partículas elementales como candidatas a explicar la materia oscura. Dado que se sabe que las partículas ya conocidas no sirven como candidatas, la existencia de la materia oscura implica que las leyes actuales de la Física deben ser modificadas. Este es el caso por ejemplo de la extensión supersimétricas del modelo estándar de la Física de Partículas que predice posibles partículas candidatas como el neutralino, el sneutrino o el gravitino. El proyecto MULTIDARK busca identificar la partícula (o partículas) responsable (s) de la materia oscura. Con este fin, los miembros del proyecto se proponen analizar en detalle las partículas candidatas más plausibles, investigar cómo forman los halos galácticos de materia oscura y contribuir al desarrollo de experimentos que las detecten.